# Igreja da Velha Uppsala
A Igreja da Velha Uppsala ou Velha Upsália (em sueco: Gamla Uppsala kyrka) é uma igreja luterana, localizada no bairro de Velha Uppsala, na cidade sueca de Uppsala.
Esta igreja foi inaugurada na década de 1130, e pertence à Arquidiocese de Uppsala da Igreja da Suécia. Lá esteve instalado um arcebispo de 1164 até 1273, data em que o arcebispado foi transferido para Uppsala. A igreja perdeu então a sua importância, tendo adquirido o seu aspeto atual no século XV. Debaixo do chão do edifício, foi descoberta uma construção de madeira da Era Viquingue, o que eventualmente confirmaria a existência de um antigo templo pagão — o Templo de Uppsala, testemunhado por volta de 1070 pelo cronista alemão Adão de Brema durante a sua viagem ao local.